# Parafia św. Marcina w Krasiczynie
Parafia św. Marcina w Krasiczynie – parafia rzymskokatolicka znajdująca się w archidiecezji przemyskiej w dekanacie Przemyśl I. 
Erygowana w 1625. Jest prowadzona przez księży archidiecezjalnych. Mieści się pod numerem 50.

## Historia
Około 1525 roku do Śliwnicy przybył Jakub z Siecina, szlachcic z Ziemi Dobrzyńskiej, który został dzierżawcą dóbr królewskich. W 1540 roku ożenił się z Barbarą Orzechowską właścicielką czternastu wsi. Następnie w Śliwnicy zbudował dwór obronny, a jego syn Stanisław herbu Rogala, od pobliskich Krasic przybrał nazwisko Krasicki. W 1584 roku Stanisław Krasicki zbudował murowany zamek, a jego następca Marcin Krasicki w latach 1598–1619 dokonał generalnej przebudowy zamku. W 1602 roku zamek został nazwany „Krasiczyn” w Śliwnicy, a w latach 1615–1620 powstawało miasteczko Krasiczyn.
W czerwcu 1616 roku król Zygmunt III Waza wydał zgodę na utworzenie parafii w Krasiczynie. W 1618 roku bp Stanisław Sieciński poświęcił kaplicę na zamku w Baszcie Boskiej pw. Wniebowzięcia Najświętszej Maryi Panny. Utworzeniu parafii sprzeciwiło się kolegium wikariuszy katedralnych i dlatego została utworzona kapelania.  11 stycznia 1623 roku pierwszym kapelanem kaplicy zamkowej został ks. Jan Tarnowski. Następnie rozpoczęto budowę kościoła w miasteczku pw. św. Marcina i św. Barbary. W 1713 roku budowany kościół w miasteczku był w ruinie, dlatego 7 lutego 1713 roku ks. kan. Jan Kurdwanowski, delegat bpa Jan Kazimierza de Alten Bokuma zniósł fundację, probostwo zostało przeniesione do Krzywczy, a kaplica zamkowa została zdegradowana do roli kapelanii. W 1630 roku Marcin Krasicki ponownie czynił starania o utworzenie parafii, ustanawiając fundację, a jako uposażenie dla parafii przeznaczył wieś Reczpol. Po jego śmierci przerwano większe prace budowlane, tylko później wykonano drobne prace murarskie i przykryto mury dachem. 
W 1745 roku bp Wacław Hieronim Sierakowski ponownie utworzył parafię. Ludwika z Mniszków Potocka wyposażyła kościół, który 13 kwietnia 1760 roku został konsekrowany. Do reaktywowanej parafii przyłączono wsie: Komara, Korytniki, Krasice, Krzeczkową, Mielnów, Nahurczany, Olszany, Rokszyce, Śliwnicę, Tarnawce i Zalesie. 
W 1939 roku Krasiczyn zajęły wojska sowieckie, które dokonały dewastacji kościoła i urządziły w nim stajnię. W 1939 roku na terenie parafii było 2 559 rzymsko-katolików, 4 244 grekokatolików, 116 Żydów. W 1940 roku mieszkańców wysiedlono do innych miejscowości i na Wołyń.
W 2012 roku utworzono rektorat Tarnawce - Zalesie. 
Z tej parafii pochodzi kard. abp krakowski Adam Stefan Sapieha, który w 1946 roku w Krakowie wyświęcił na kapłana Karola Wojtyłę.
Na terenie parafii jest 1 452 wiernych (Krasiczyn – 546, Chołowice – 56, Korytniki – 498, Mielnów – 70, Śliwnica – 282).

## Proboszczowie parafii
1793–1820. ks. Józef Rzepecki.
1821–1827. ks. kan. Tomasz Przybyłowicz.
1828–1846. ks. Franciszek Gołaszewski.
1847. ks. Franciszek Kxawery Skibicki (administrator).
1847–1874. Alojzy Kozaczyński.
1875–1903. ks. Stanisław Wojna.
1886–1892. ks. Stanisław Ziemba (wikariusz - koadiutor).
1892–1894. ks. Adam Piękoś (wikariusz - koadiutor).
1894–1899. ks. Michał Miksiewicz (wikariusz - koadiutor).
1900–1937. ks. Józef Rogulski (w latach 1900–1903 wikariusz - koadiutor).
1937–1951. ks. Jan Lasek.
1952–1957. ks. Andrzej Czyż.
1957–1969. ks. Jan Kordeczka.
1969–1970. ks. Edward Kwaśnik.
1970–2007. ks. Stanisław Bartmiński.
2007–2012. ks. Wiesław Kałamarz.
2012–2016. ks. Stanisław Guzy.
2016– nadal ks. Sławomir Nowak.

## Kościoły rektoralne
- Tarnawce – pw. św. Aniołów[10].
- Zalesie – pw. Podwyższenia Krzyża Świętego[11].

## Kościoły filialne
- Chołowice – pw. Ducha Świętego[12].
- Mielnów – pw. Narodzenia Najświętszej Maryi Panny[13].
- Korytniki – pw. św. Maksymiliana Kolbego[14].

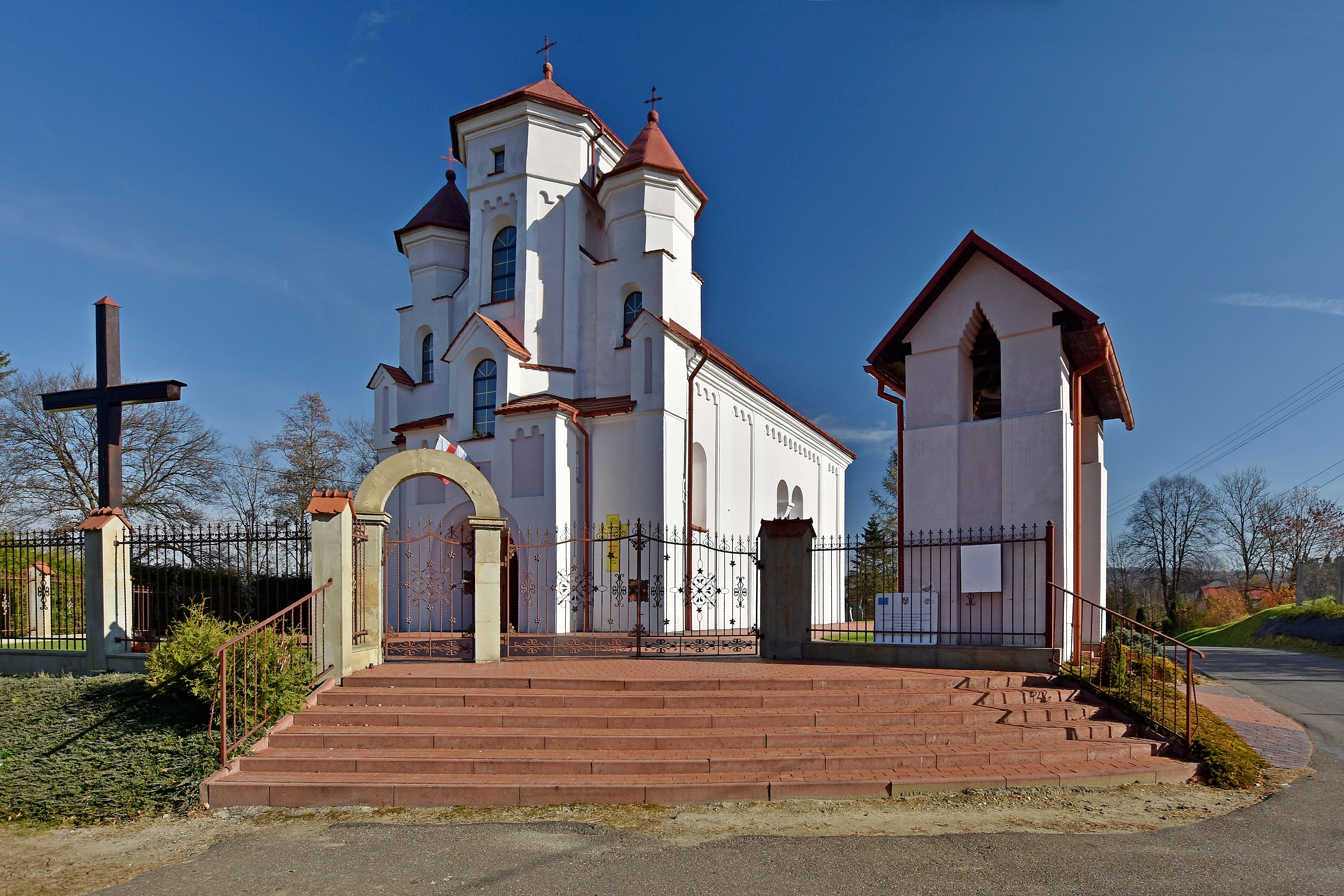
Kościół filialny w Korytnikach
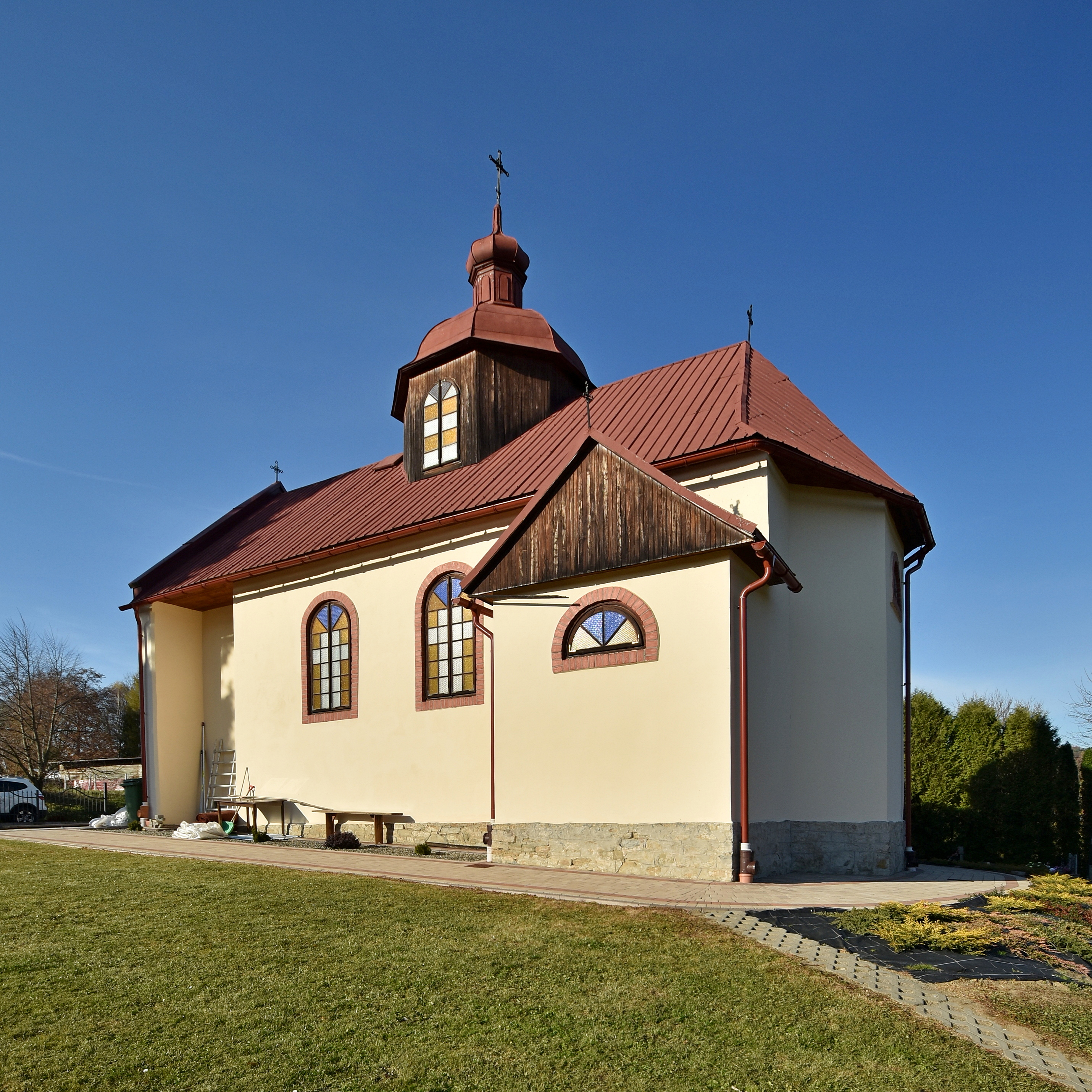
Kościół filialny w Mielnowie
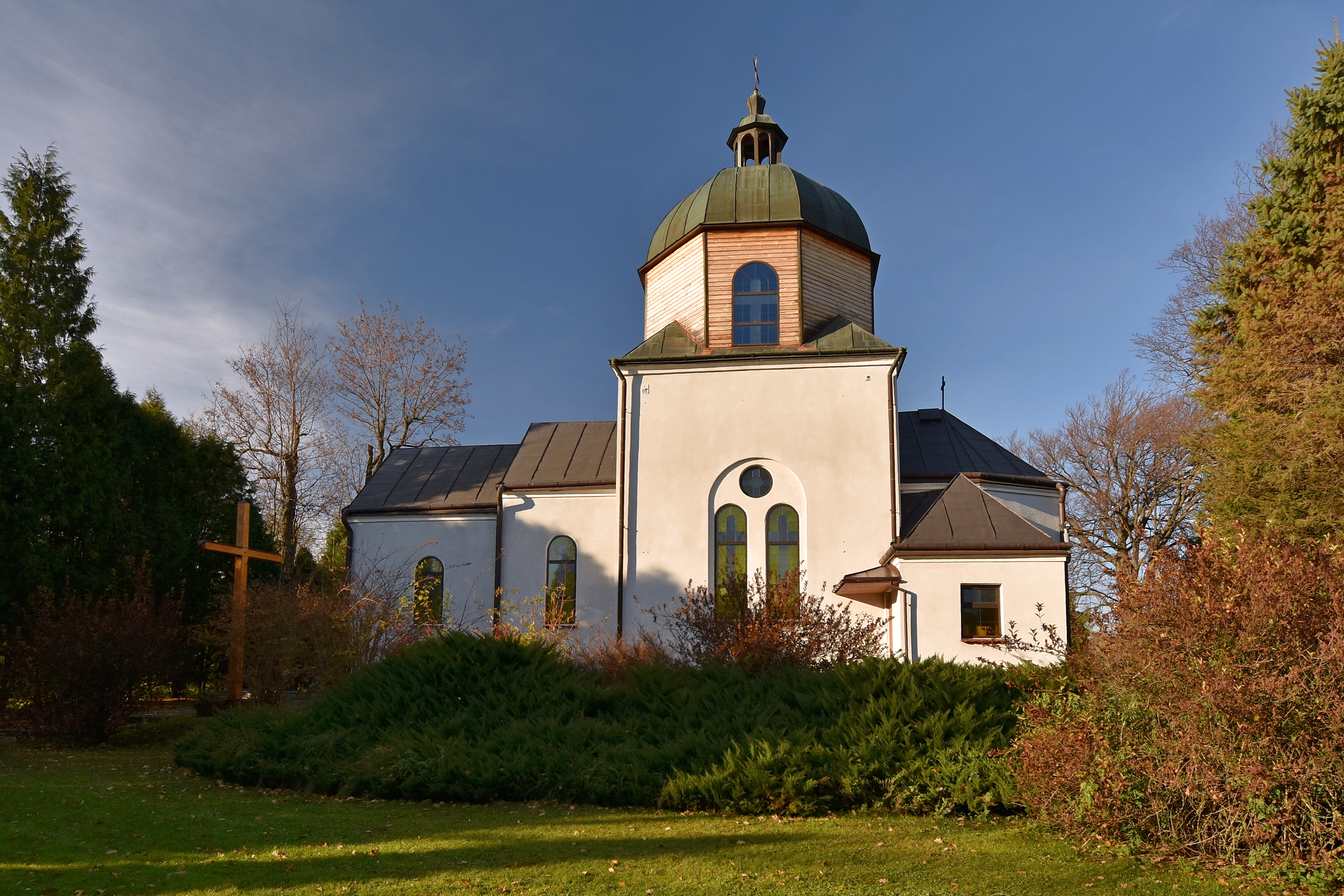
Kościół filialny w Chołowicach